# Avital Selinger
Avital Haim Selinger, född 10 mars 1959 i Haifa, är en nederländsk före detta volleybollspelare, numera volleybolltränare. Selinger blev olympisk silvermedaljör i volleyboll vid sommarspelen 1992 i Barcelona. Senare har han varit förbundskapten för Nederländernas damlandslag i volleyboll (2004-2011,2020-) och Israels herrlandslag i volleyboll.
På klubbnivå har han som tränare vunnit CEV Champions League med CV Tenerife, CEV Challenge Cup med VK Dinamo Krasnodar, asiatiska cupen med Hisamitsu Springs och brons vid världsmästerskapet i volleyboll för klubblag med Voléro Zürich.
Avitals far Arie Selinger var liksom sonen en framstående volleybollspelare och -tränare.